# Clásica Féminas de Navarra 2025
La Clásica Féminas de Navarra 2025, publicitada en inglés por la organización como Navarra Women’s Elite Classic 2025, o NWEC 25, fue la séptima edición de la Clásica Féminas de Navarra (quinta desde que forma parte del calendario oficial), una competición de ciclismo en ruta de un día que es parte del Calendario UCI Femenino 1.Pro.

## Preparación
El evento de 2025 se organizó para el 14 de mayo con un recorrido total de 130 km.
Fue presentado el 29 de abril de 2025 es una sala de la Casa del Deporte del Instituto Navarro del Deporte en el Navarra Arena. La prueba se presentó como un recorrido de 134,4 km con origen y destino en Pamplona en el que participarían 18 equipos y sería retransmitida en streaming a través plataformas propias de la Navarra Women’s Elite Classic, en Eurosport Player, en la página web de EITB y en Navarra TV.

## Participantes
Los 18 equipos participantes fueron:
| translation for headoftableIII_translate index 58 not found (7)- Roland - Canyon//SRAM zondacrypto - UAE Team ADQ - Human Powered Health - Lidl-Trek - Liv AlUla Jayco - Movistar Team Equipos femeninos de ciclismo amateur (2)- Vipeq-La Vaca Purpura - Massi Baix Ter Unknown team category (9)- Laboral Kutxa-Fundación Euskadi - Cofidis Women Team - Team Coop-Repsol - Bepink-Imatra-Bongioanni - Eneicat-CMTeam - Winspace Orange Seal - Aromitalia 3T Vaiano - Team Mendelspeck E-Work - EF Education-Oatly |
| |

## Día de competición
Finalmente fueron 17 los equipos participantes en la salida de la avenida Sancho el Fuerte de Pamplona (Aromitalia 3T Vaiano no desplegó ninguna ciclista en la prueba). Un total de 97 corredoras comenzaron la prueba.
El pelotón salió muy junto hasta la primera escapada de Giorgia Vettorello (Roland), llegando a aventajar al pelotón 55 segundos sobre el kilómetro 40. Más adelante, en el muro de Arajona, la estadounidense Nicole Steinmetz (Eneicat-CMTeam) y la española Eukene Larrarte (Massi Baix) encabezaron la disputa sobre el kilómetro 84.
Para el kilómetro 107, el grupo adelantado contaba con 34 corredoras a 15 segundos del pelotón, entre ellas Ane Santesteban (Laboral Kutxa-Fundación Euskadi), subcampeona de la edición de 2022.
A 2 kilómetros de meta aun se presentaban muchas opciones de victoria para varias corredoras, siendo finalmente la estadounidense Cat Ferguson (Movistar Team) la que venció el sprint final. La prueba fue finalizada por 73 corredoras, habiendo por tanto 24 corredoras que no finalizaron el trazado, siendo los equipos con mayor incidencia de esto el Team Mendelspeck E-Work italiano y el Vipeq-La Vaca Purpura español, con 4 corredoras que no finalizaron la carrera cada uno.

### Clasificación

#### General
| \| Clasificación general \| Clasificación general \| Clasificación general \| Clasificación general \| Clasificación general \| \| Ciclista \| Ciclista \| Equipo \| Tiempo \| \| \| --------------------- \| --------------------- \| ------------------------------- \| --------------------- \| --------------------- \| \| 1.ª \| Cat Ferguson \| Movistar Team \| 3 h 39 min 43 s \| \| \| 2.ª \| Soraya Paladin \| Canyon//SRAM zondacrypto \| + 0 s \| \| \| 3.ª \| Ruth Winder \| Human Powered Health \| + 0 s \| \| \| 4.ª \| Caroline Andersson \| Liv AlUla Jayco \| + 0 s \| \| \| 5.ª \| Giada Borghesi \| Human Powered Health \| + 0 s \| \| \| 6.ª \| Monica Trinca Colonel \| Liv AlUla Jayco \| + 0 s \| \| \| 7.ª \| Ane Santesteban \| Laboral Kutxa-Fundación Euskadi \| + 0 s \| \| \| 8.ª \| India Grangier \| Team Coop-Repsol \| + 0 s \| \| \| 9.ª \| Tiril Jørgensen \| Team Coop-Repsol \| + 0 s \| \| \| 10.ª \| Ava Holmgren \| Lidl-Trek \| + 0 s \| \| \| 11.ª \| Karlijn Swinkels \| UAE Team ADQ \| + 0 s \| \| \| 12.ª \| Nadia Gontova \| Winspace Orange Seal \| + 0 s \| \| \| 13.ª \| Ricarda Bauernfeind \| Canyon//SRAM zondacrypto \| + 0 s \| \| \| 14.ª \| Karin Söderqvist \| Massi Baix Ter \| + 0 s \| \| \| 15.ª \| Brodie Chapman \| UAE Team ADQ \| + 0 s \| \| \| 16.ª \| Amanda Spratt \| Lidl-Trek \| + 0 s \| \| \| 17.ª \| Barbara Malcotti \| Human Powered Health \| + 6 s \| \| \| 18.ª \| Floortje Mackaij \| Movistar Team \| + 6 s \| \| \| 19.ª \| Aude Biannic \| Movistar Team \| + 6 s \| \| \| 20.ª \| Isabella Holmgren \| Lidl-Trek \| + 6 s \| \| |                       |                                 |                 |
| |                       |                                 |                 |
| Fuente: ProCyclingStats |                       |                                 |                 |
| Clasificación general |                       |                                 |                 |
| Ciclista | Ciclista              | Equipo                          | Tiempo          |
| 1.ª | Cat Ferguson          | Movistar Team                   | 3 h 39 min 43 s |
| 2.ª | Soraya Paladin        | Canyon//SRAM zondacrypto        | + 0 s           |
| 3.ª | Ruth Winder           | Human Powered Health            | + 0 s           |
| 4.ª | Caroline Andersson    | Liv AlUla Jayco                 | + 0 s           |
| 5.ª | Giada Borghesi        | Human Powered Health            | + 0 s           |
| 6.ª | Monica Trinca Colonel | Liv AlUla Jayco                 | + 0 s           |
| 7.ª | Ane Santesteban       | Laboral Kutxa-Fundación Euskadi | + 0 s           |
| 8.ª | India Grangier        | Team Coop-Repsol                | + 0 s           |
| 9.ª | Tiril Jørgensen       | Team Coop-Repsol                | + 0 s           |
| 10.ª | Ava Holmgren          | Lidl-Trek                       | + 0 s           |
| 11.ª | Karlijn Swinkels      | UAE Team ADQ                    | + 0 s           |
| 12.ª | Nadia Gontova         | Winspace Orange Seal            | + 0 s           |
| 13.ª | Ricarda Bauernfeind   | Canyon//SRAM zondacrypto        | + 0 s           |
| 14.ª | Karin Söderqvist      | Massi Baix Ter                  | + 0 s           |
| 15.ª | Brodie Chapman        | UAE Team ADQ                    | + 0 s           |
| 16.ª | Amanda Spratt         | Lidl-Trek                       | + 0 s           |
| 17.ª | Barbara Malcotti      | Human Powered Health            | + 6 s           |
| 18.ª | Floortje Mackaij      | Movistar Team                   | + 6 s           |
| 19.ª | Aude Biannic          | Movistar Team                   | + 6 s           |
| 20.ª | Isabella Holmgren     | Lidl-Trek                       | + 6 s           |

#### Por equipos
| Clasificación por equipos | Clasificación por equipos | Clasificación por equipos | Clasificación por equipos |
| Equipo                    | Equipo                    | Tiempo                    |                           |
| ------------------------- | ------------------------- | ------------------------- | ------------------------- |
| 1.º                       | Human Powered Health      | 10 h 59 min 15 s          |                           |
| 2.º                       | Canyon//SRAM zondacrypto  | + 0 s                     |                           |
| 3.º                       | Lidl-Trek                 | + 0 s                     |                           |
| 4.º                       | Movistar Team             | + 6 s                     |                           |
| 5.º                       | Liv AlUla Jayco           | + 12 s                    |                           |
| 6.º                       | Team Coop-Repsol          | + 55 s                    |                           |
| 7.º                       | UAE Team ADQ              | + 59 s                    |                           |
| 8.º                       | Roland                    | + 4 min 43 s              |                           |
| 9.º                       | Winspace Orange Seal      | + 4 min 56 s              |                           |
| 10.º                      | EF Education-Oatly        | + 6 min 30 s              |                           |

### Retransmisión
La prueba fue retransmitida en directo en streaming a través de las plataformas propias de la Navarra Women’s Elite Classic, así como en Eurosport Player y en la página web de EITB.
También fue retransmitida en directo en el canal Navarra Televisión.